# ケンゲン
ケンゲン（ドイツ語: Köngen ドイツ語発音: [ˈkœŋɡən]、シュヴァーベン語では Kengga [ˈkeŋɡɐ]）は、ドイツ連邦共和国バーデン＝ヴュルテンベルク州シュトゥットガルト行政管区のエスリンゲン郡に属す町村（以下、本項では便宜上「町」と記述する）である。郡庁所在地のエスリンゲン・アム・ネッカーまでは約 9 km、ニュルティンゲンまでは約 6 km の距離にある。この町はシュトゥットガルト地方（1992年まではミッテレラー・ネッカー地方）およびシュトゥットガルト大都市圏に属す。

## 地理

### 位置
ケンゲンは、ネッカー川左岸、ネッカータールの西側斜面に位置している。この西側斜面は、同時にフィルダー平地が東に突き出した部分でもある。

### 隣接する市町村
ケンゲンは、北はダイツィザウ、北東はヴェルナウ、南東はヴェンドリンゲン・アム・ネッカー、南はウンターエンジンゲン、西はデンケンドルフと境を接する。いずれもエスリンゲン郡に属す。

### 自治体の構成
自治体ケンゲンには、ケンゲン、ビルケンヘーフェ、ブーヘンヘーフェ、エルレンヘーフェ、ケンプラーヘーフェ、レルヘンホーフ、リートヘーフェ、ロートヘーフェ、ゼーホーフ、タールホーフ、ヴァンガーヘーフェ、ハウス・アルテンベルクが属している。

### 土地利用
2020年現在のこの町の用途別土地面積および占有率は以下の通りである。
| 用途         | 面積 (ha) | 占有率 (%) |
| ------------ | --------- | ---------- |
| 住宅用地     | 112       | 8.9        |
| 商工業用地   | 41        | 3.3        |
| レジャー用地 | 19        | 1.5        |
| 交通用地     | 122       | 9.8        |
| 農業用地     | 759       | 60.6       |
| 森林         | 138       | 11.0       |
| 水域         | 11        | 0.9        |
| その他       | 50        | 4.0        |
| 合計         | 1252      | 100.0      |

## 歴史

### 古代
ケンゲンは、紀元後100年頃にカストラから発展したローマ時代の集落グリナリオの跡地にある。グリナリオは、ヴィンディシュ (スイス)を起点とするローマ街道ネッカー＝アルプ＝アーレ街道の終点であった。この集落は3世紀半ばにアレマン人によって破壊され、ローマ人は追い払われた。

### 中世
700年頃に成立したアレマン人の集落は、1075年にヒルザウ修道院の文書に初めて記録されている。ホーエンベルク領主家は1336年にこの村をアルブレヒト・フォン・アイヒェルベルクに売却した。1382年にトゥムプ・フォン・ノイブルク家が領主権を獲得し、居館を1430年頃にグラウビュンデンからケンゲンに移した。ハンス・フリードリヒ・トゥムプは早くから宗教改革を支援した。ケンゲンでは、早くも1527年にルター派が定着した。これはウルリヒ公がヴュルテンベルクで宗教改革を行ったよりも7年早かった。

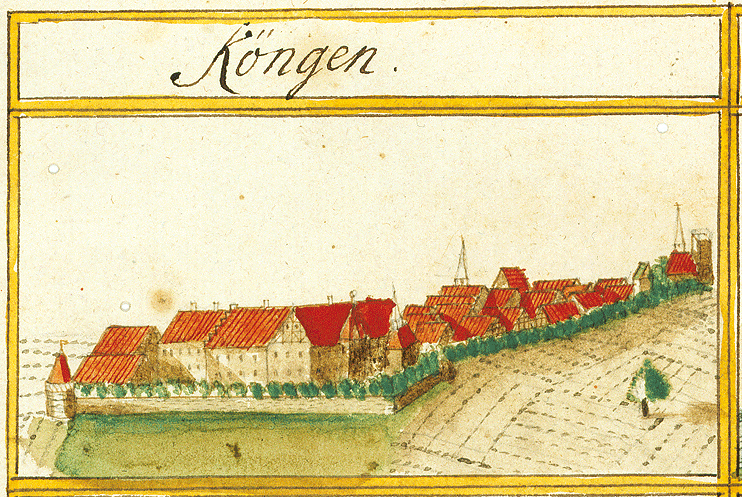
アンドレアス・キーザーによって1683年に描かれたケンゲン

### 近世から現代
1600年頃ケンゲンには約900人の住民がいた。17世紀、ケンゲン住民は疫病や戦乱により何度も酷い打撃を被った。1609年から1611年までペストに襲われ、1627年に再び流行した。住民の約1/3が子の病気に罹患した。三十年戦争のネルトリンゲンの戦い後の1634年に、勝利した皇帝軍の襲撃により100人以上の住民が死亡した。人口が1000人を超えたのは18世紀前半になってからであった。
1739年にケンゲンはヴュルテンベルク領となった。以前の所有者（トゥムプ・フォン・ノイブルク家）は200年以上前からすでにヴュルテンベルクに仕えていた。ヴュルテンベルク王国建国後、ケンゲンは1806年から1808年まで一時的にオーバーアムトの行政機関所在地となったが、1808年に新しいヴュルテンベルクの行政組織の統合段階になってオーバーアムト・エスリンゲンに編入された。ナチ時代のヴュルテンベルクの郡再編により、1938年にケンゲンは拡大したエスリンゲン郡に組み込まれた。ケンゲンは第二次世界大戦後アメリカ管理地区の一部となり、これにより1945年に新設されたヴュルテンベルク＝バーデン州に属した。この州は1952年に現在のバーデン＝ヴュルテンベルク州となった。

## 住民

### 宗教
宗教改革後、ケンゲンは主に福音主義の町となった。1953年になってやっとローマ＝カトリック教会が再興された。この町に定住した故郷を逐われた多くのカトリック住民の必要に応えて新しい教会が建設された。この他に福音主義メソジスト教会や、1924年からは新使徒教会もある。
ケンゲン同盟は、1919年にこの地で同盟結成のための重要な会議が開催されたことから、この町にちなんで命名された。

### 人口推移
人口調査結果 (*) あるいはバーデン＝ヴュルテンベルク州統計局の公式研究結果に基づく人口（この町を主たる所在地とする者の人口）の推移を以下に示す。
| 時点           | 人口（人） |
| -------------- | ---------- |
| 1600年         | 900        |
| 1740年         | 1,010      |
| 1800年         | 1,400      |
| 1871年12月1日* | 2,088      |
| 1900年12月1日* | 2,288      |
| 1939年5月17日* | 3,036      |
| 1950年9月13日* | 4,160      |
| 1961年6月6日*  | 5,923      |
| 1970年5月27日* | 8,113      |
| 1987年5月25日* | 8,058      |

| 時点           | 人口（人） |
| -------------- | ---------- |
| 1995年12月31日 | 8,818      |
| 2000年12月31日 | 9,408      |
| 2005年12月31日 | 9,681      |
| 2010年12月31日 | 9,613      |
| 2015年12月31日 | 9,718      |
| 2020年12月30日 | 9,780      |

## 行政

### 首長
- 1945年 - 1946年: ヴィルヘルム・ツァイザー
- 1947年: グスタフ・ブラッハー
- 1947年 - 1982年: エルヴィン・ラート
- 1982年 - 2014年: ハンス・ヴァイル
- 2014年 - : オットー・ルッパナー

ルッパナーは、2014年4月13日の選挙で 54.4 % の票を獲得して町長に選出された。2022年4月24日の選挙では 97.8 % の支持票を獲得して再選された。

### 議会
ケンゲンの町議会は18人の議員からなる。町議会はこれらの選出された名誉職の議員と、議長を務める町長とで構成される。町長は町議会において投票権を有している。

ケンゲンの旗

### 紋章と旗
図柄: 青地に銀色の鐘
ケンゲンは、ペーターおよびパウルス教会の一番大きな鐘を紋章に採用している。この鐘は、1904年の町の印影にすでに見られる。この紋章に描かれている鐘は、昔、三十年戦争の際に略奪者を怖れて埋められ、その後放牧された豚によって再び掘り出されたという「ザウグロッケ」の伝説にちなんでいる。紋章の配色は1929年に確定した。内務省は1967年1月17日に町の旗を認可した。

### 姉妹自治体
ケンゲンは以下の自治体と姉妹自治体関係にある。
- タウハ（ドイツ、ザクセン＝アンハルト州ホーエンメルゼン（ドイツ語版、英語版）の市区）
- チェスキー・ブロト（チェコ語版、英語版）（チェコ、中央ボヘミア州）

## 経済と社会資本

### 交通
ケンゲンは連邦道313号線（B313号線）と連邦アウトバーン8号線（A8号線）によって全国的な道路網に接続している。バス路線151番で隣町ヴェンドリンゲン・アム・ネッカーの駅に行くことができる。この駅ではシュトゥットガルトあるいはキルヒハイム・ウンター・テックに行き来するシュトゥットガルトSバーンに乗ることができる。またテュービンゲンおよびシュトゥットガルト方面へ向かうローカル列車やニュルティンゲン方面へのバスにも接続する。
2016年からケンゲン町内を走る町民バスが週に3日運行している。2016年12月以降はシュトゥットガルト空港およびキルヒハイム・ウンター・テック駅まで直通の高速バス X10 も新設された。

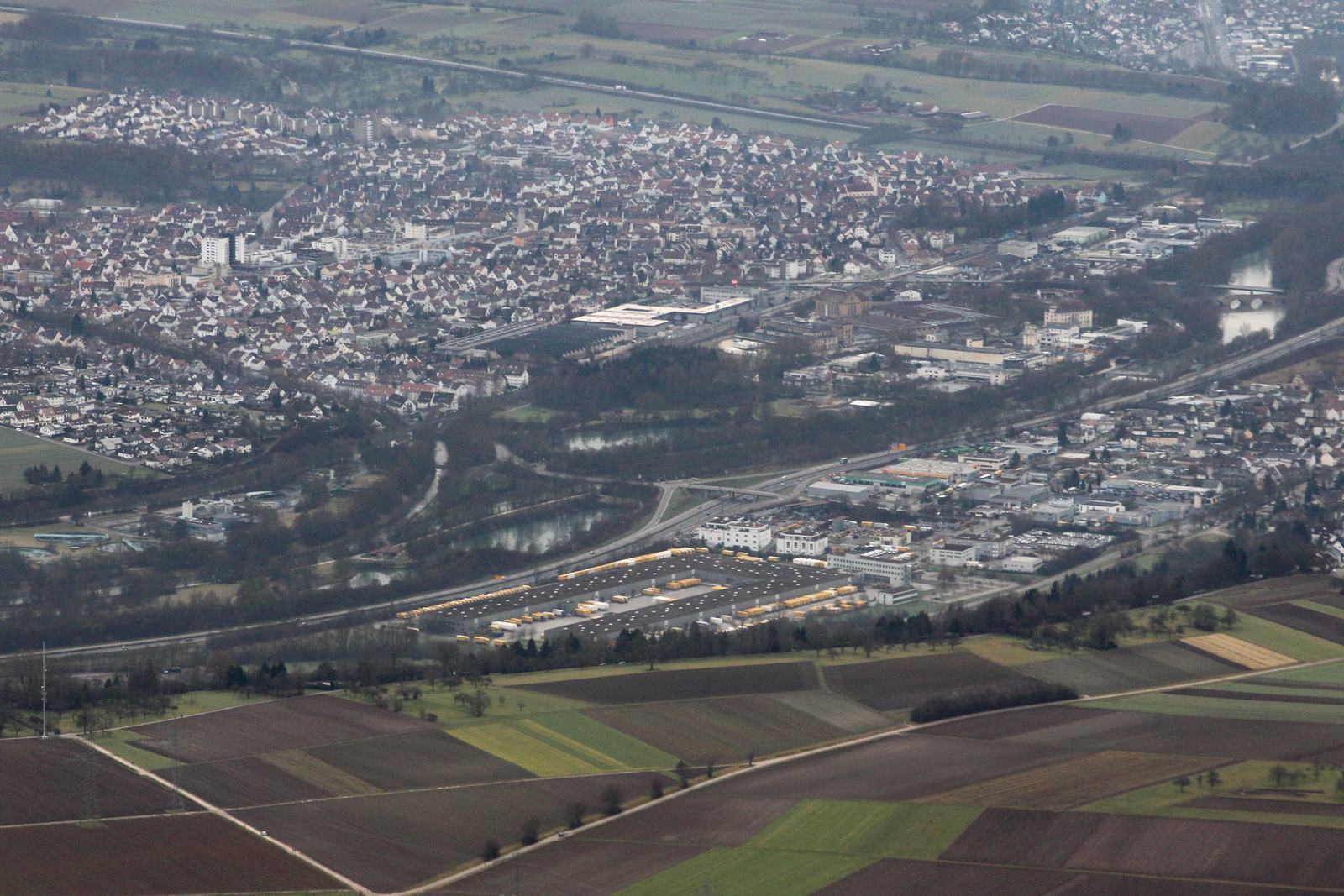
DHL流通センター（画面手前）。その奥の川がネッカー川。その間をB313号線が通っている。

### 地元企業
DHL はケンゲンに、従業員数700年に流通センターを有している。他にこの町には、機械分野の企業（ALMiGコンプレッサー、MATEC）がある。さらに服飾ディスカウントチェーン AWG の本社もある。工作機械製造業者 Matec は2016年に倒産し、台湾の機械製造コンツェルンのアンダーソン・グループに買収された。

### 教育
ケンゲンには、ゲマインシャフツシューレのブルクシューレと、基礎課程学校のメーリケシューレがある。ヴェンドリンゲンのアンネ＝フランク＝シューレ（養護学校）とロベルト＝ボッシュ＝シューレではケンゲンの生徒も学んでいる。この他ケンゲンには幼稚園が7園、ヴァルドルフ幼稚園 1校、「森のようちえん」1園がある。
音楽の継続教育は、若者から高齢者まで幅広い専門教育を行うケンゲン＝ヴェンドリンゲン音楽学校が担っている。私立グリニオ＝アカデミーは、室内楽的要素を採り入れた集中的個別専門教育を行っている。
町の図書館は、十分の一税倉庫の屋根裏階にある。ここには約12,000冊の書籍と3,000点のその他のメディアが収蔵されている。
成人教育はケンゲン市民大学とfba ケンゲンが担っている。ケンゲン城のシュタウフェン＝アカデミーは企業からのリーダースタッフやチームのために多彩で高品質のセミナーを開講している。

## 文化と見所

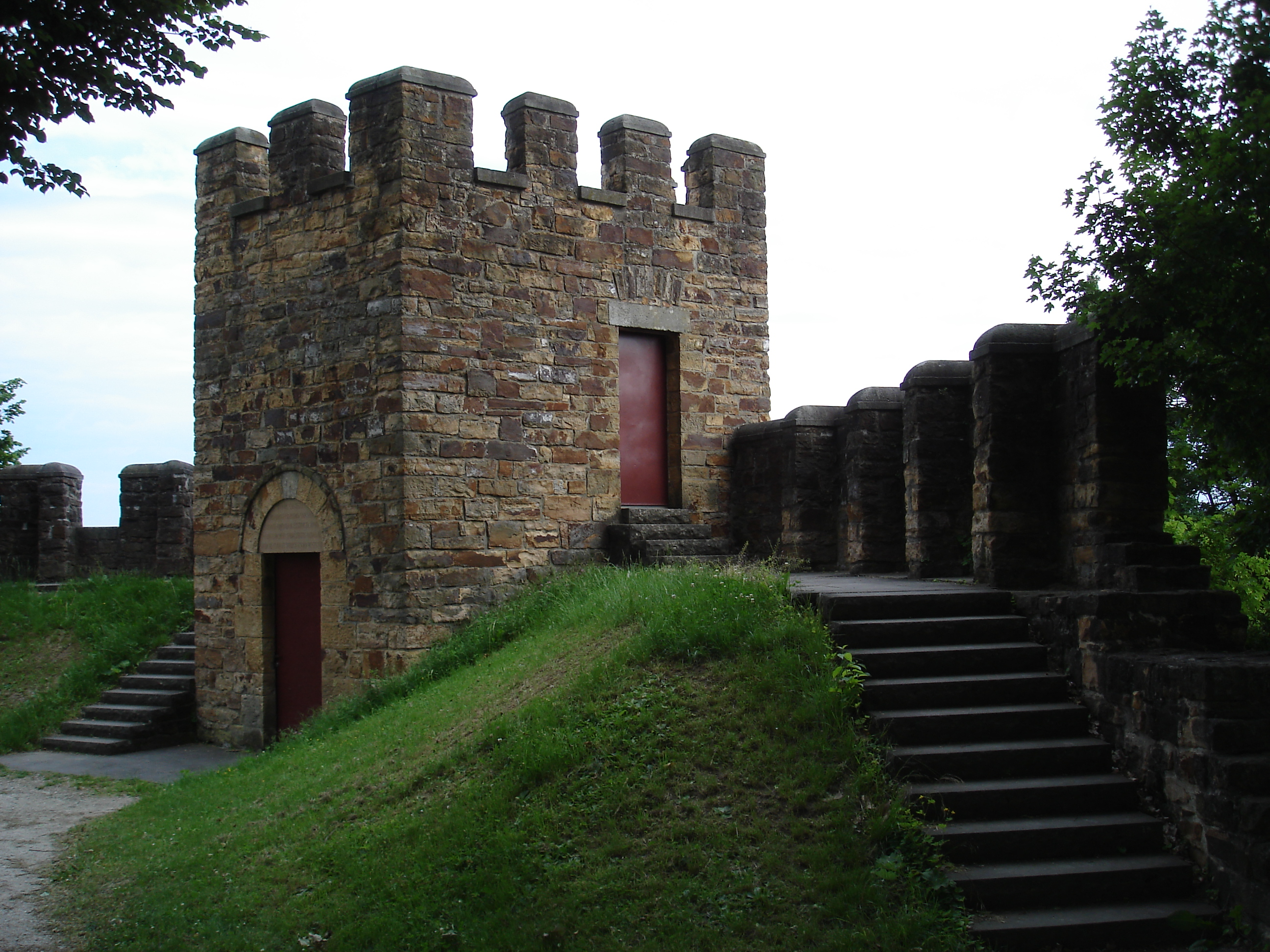
考古学パークに復元された隅塔

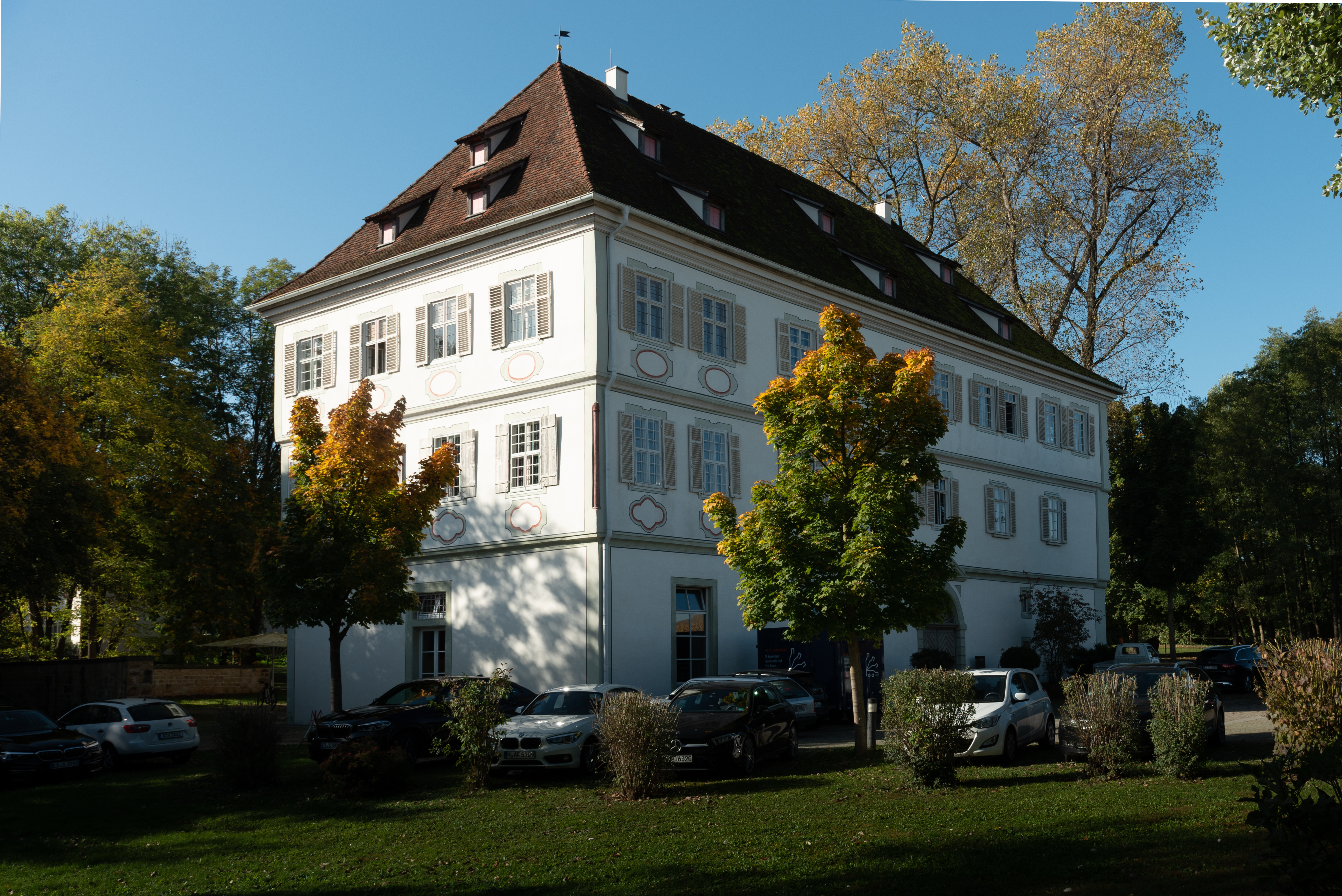
ケンゲン城

### 見所
- ケンゲンは、オーバーゲルミシャー・リーメスのネッカーライン沿いにある。全長 23 km のラウタータール＝リーメスが、この町でネッカーラインから分岐している。この分岐したラインはドンシュテッテン近郊のアルプリーメスを終端とする。このまっすぐな道は、1976年に国境の防塞であったと理解されるまでは、「ジビレンシュプール」（シビュラの軌跡）として知られていた。
- ケンゲンは、ローマ街道のネッカー＝アルプ＝アーレ線の始点/終点である。
- 2本のジュピター巨人柱の複製品も見応えがある。
  - プロヒンガー通りの交差点に建つハウゼン・アン・デア・ツァーバーのジュピター巨人柱の複製。
  - ローマ公園南角の復元された見張り塔前に建つヴァルハイムのジュピター巨人柱の複製。
- 考古学公園を持つケンゲン・ローマ博物館。ケンゲンのカストラは1974年以降文化財に指定されており、ネッカーリーメス全体で唯一、戦後の建設による破壊を免れた[18]。これはローマ時代のリーメス沿いに配置された軍事基地として、2005年からUNESCO-世界遺産の一部となっている。古代の兵舎の角塔は、1885年にエドゥアルト・フォン・カレー将軍によって発掘され[19]、早くも1911年に復元された[20]。
- ケンゲン城（城館）は、1392年に領主である自由帝国騎士トゥムプ・フォン・ノイブルク家の城砦として建設された。ノイブルクは現在もグラウビュンデン州クールの北側に遺跡として存在している。この城は、1398年にはすでに4つの翼棟を持つ水城に改築されていた。この城は1520年にシュヴァーベン同盟軍によって酷く破壊された。その結果1520年以後ほぼ完全に新しく建て直された。城はルネサンス様式の城館に変貌した。1538年に騎士の間が改造された。これは現在もほぼ変わらずに保存されている。改築はほぼ16世紀の間中続いた。ハインリヒ・シックハルト（ドイツ語版、英語版）は、その作品記録の中で、1600年頃に城の門番小屋を建設したことを記している。この建物は、財務長官ヤーコプ・フリードリヒ・ヴァイスハールによって2つの翼棟とともに取り壊された。ヴァイスハールは1825年にこの城を購入し、自分の要求通りに改築した。1930年代までここは文化の中心であった。ゲルハルト・ゴルヴィッツァーも会員となっていた「ケンゲン同盟」はここで発足した。画家クリスティアン・マリとオランダ系ドイツ人の画家一族ピーター・フランシス・ペータース（ドイツ語版、英語版）はしばしばこの城に滞在した。この城は、バーデン＝ヴュルテンベルク文化財財団によって、「2004年9月の今月の文化財」に選ばれた。古代神話や歴史の場面を描いた18世紀のフレスコが騎士の間の東壁から発見され、修復された[21]。
- 福音主義ペーターおよびパウルス教会の礎石は、建築マイスターのシュテファン・ヴァイトによって据えられた。1504年の彼の死後に、彼の義兄弟で後継者にあたるディオニシウス・ベーブリンガーが交差ヴォールトの内陣と長堂を1512年までに完成させた。長堂の大きさは 23.0 m × 12.1 m である。西塔は1724年に建設された。元々は後期ゴシック様式であった彫刻祭壇は1614年に造り替えられた。シュトゥットガルトの建築家クロイツ+クロイツが2011年に最新の内装を施した[22][23]。
- 保護文化財に指定されているネッカー川に架かるウルリヒ橋は、ハインリヒ・シックハルトの設計に基づき1600年から1602年に建設された。この橋は、かつてローマ時代の橋があった場所に架けられた[24]。ネッカー川の堰き止めによって、この橋の橋脚は一部が水面下にある。

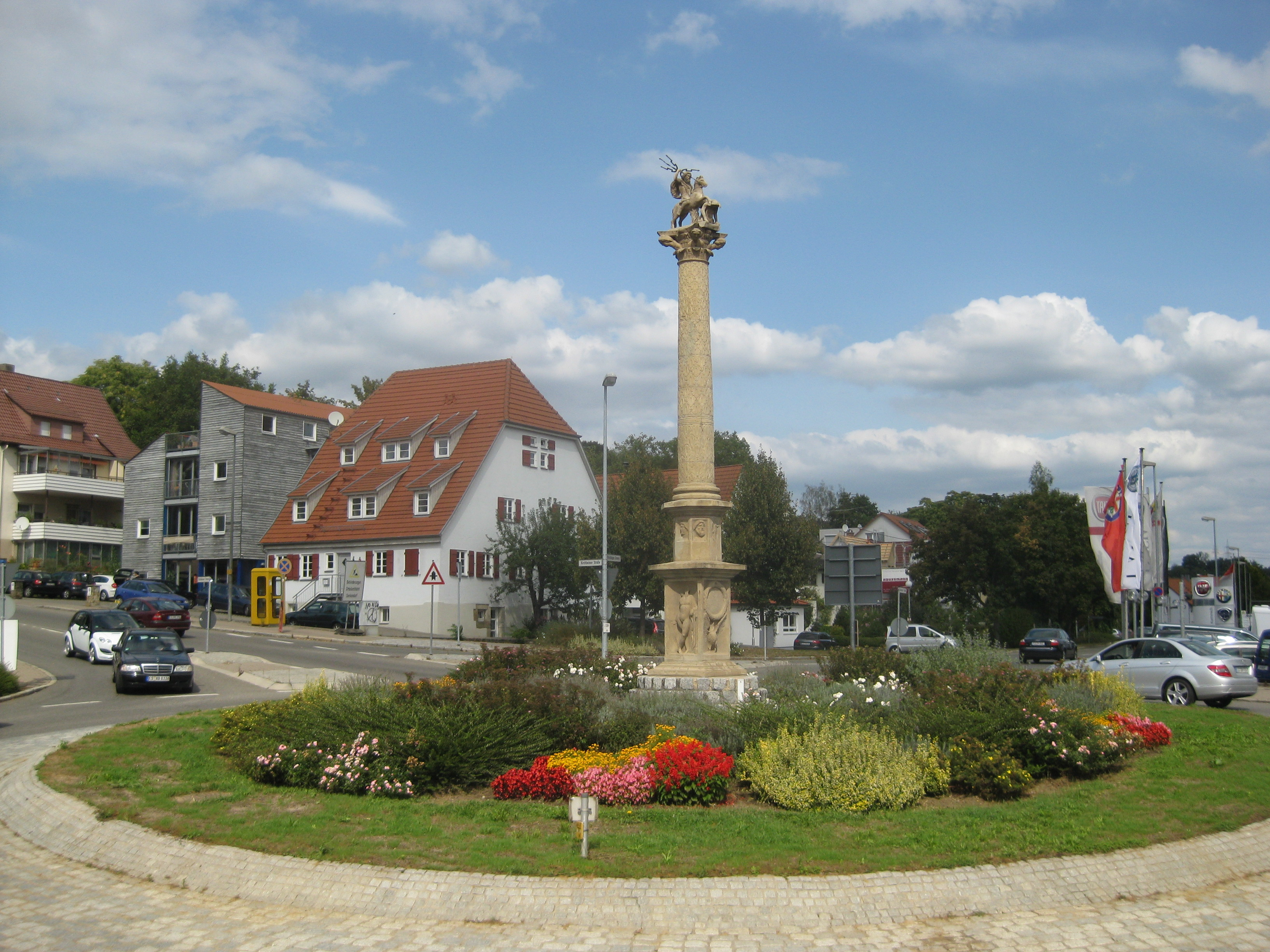
ケンゲンの交差点に建つハウゼン・アン・デア・ハーバーのジュピター巨人柱の複製
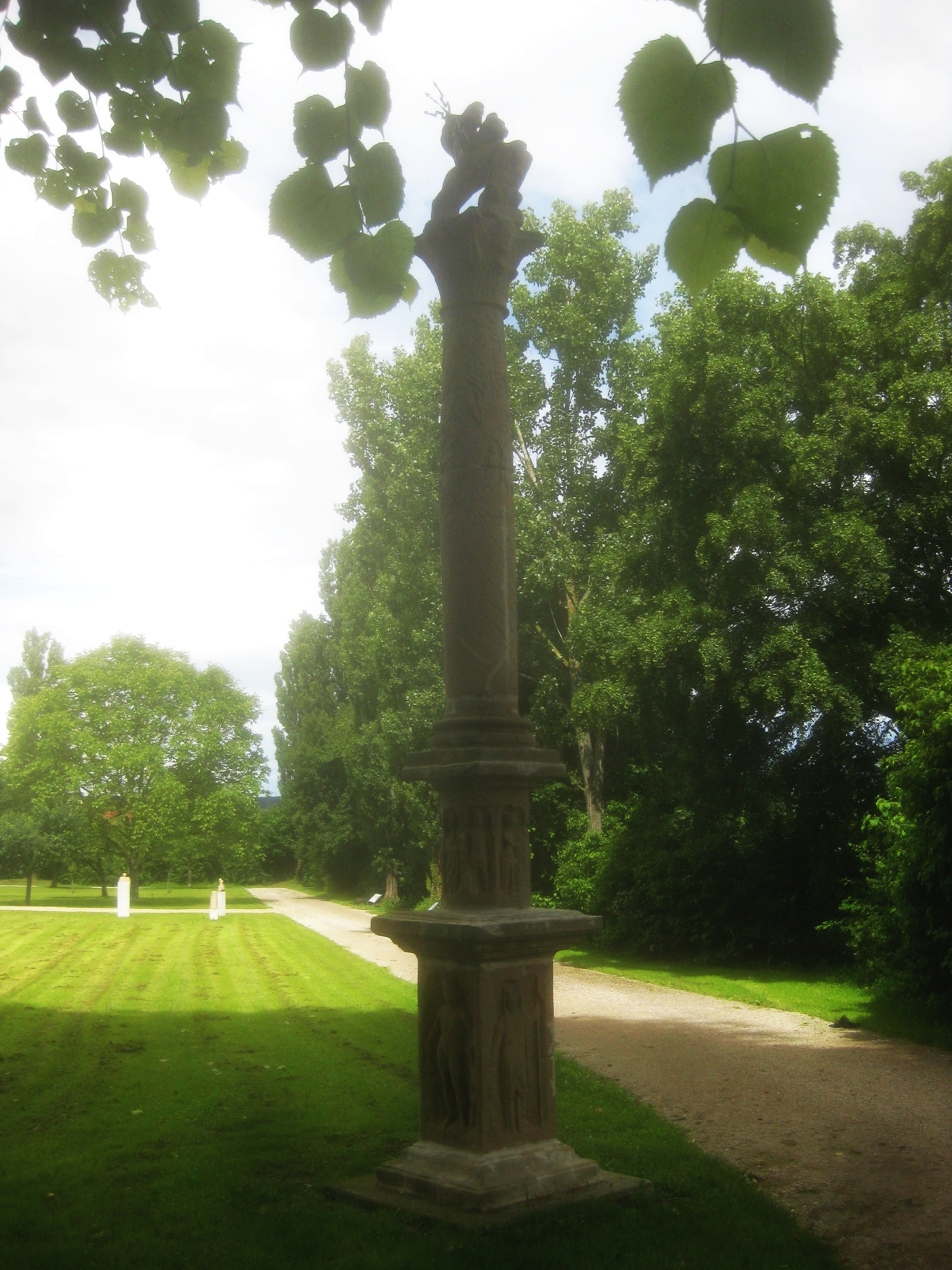
ケンゲンに建つヴァルハイムのジュピター巨人柱の複製
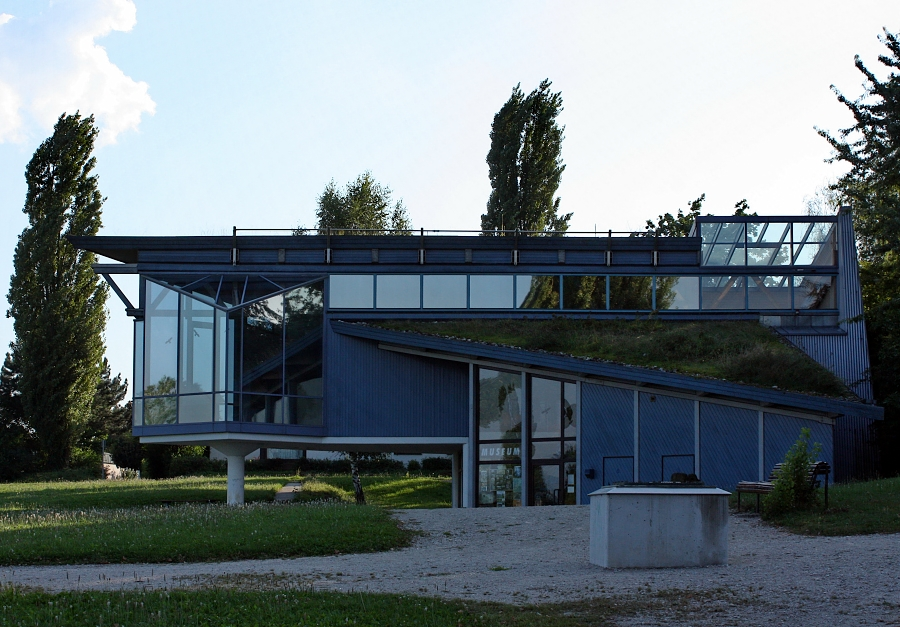
ケンゲン・ローマ博物館
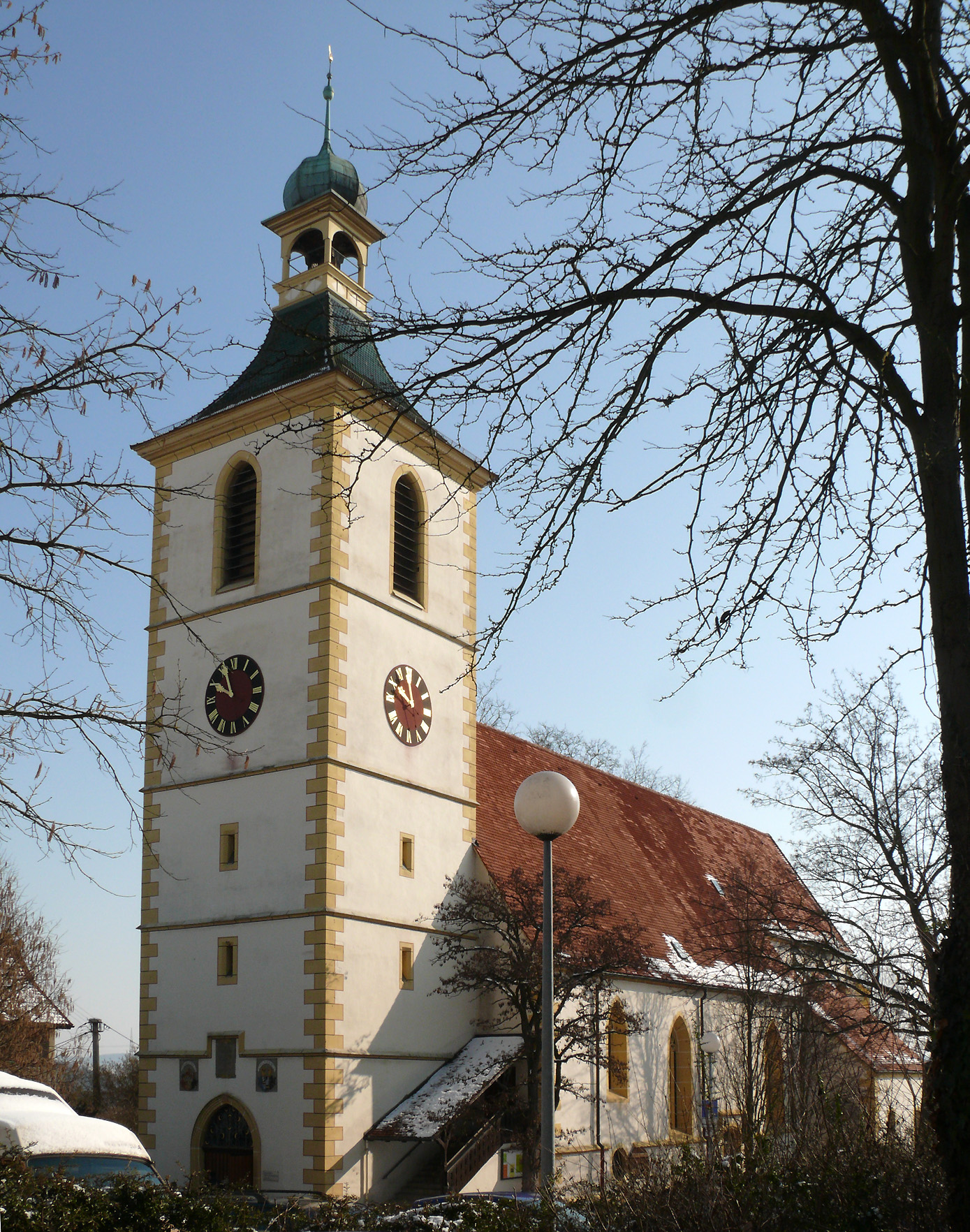
ペーターおよびパウルス教会
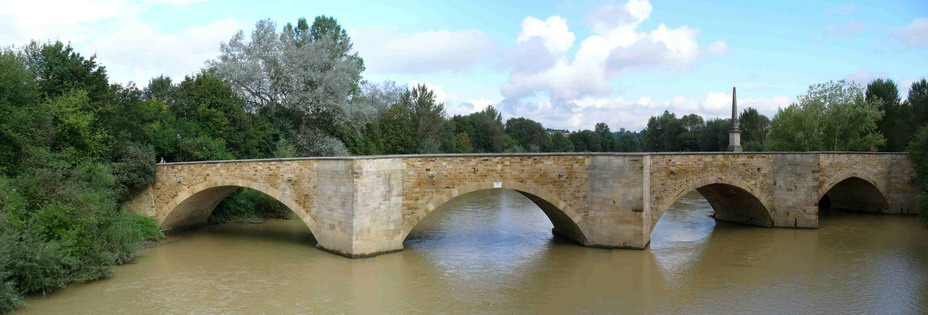
ウルリヒ橋

### 年中行事
- 聖霊降臨節の月曜日に開かれる聖霊降臨市[25]
- 秋の市場[26]
- 文化の日
- 週の市
- ケンゲン音楽クラブ e.V. の聖霊降臨節の音楽祭
- 3k-フェスティバル[27]

## 人物

### ゆかりの人物
- ヘルマン・ヘッセ（1877年 - 1962年）1920年10月9-10日にケンゲン城で結成されたケンゲン同盟の会員。
- エドゥアルト・フォン・カレー（1818年 - 1888年）軍人、考古学者。1885年にカストラ・ケンゲンを発見した[19]。
- クリスティアン・マリ（1832年 - 1906年）動物、風景、風俗画家。ケンゲン城に何度も滞在した。
- エドゥアルト・メーリケ（1804年 - 1875年）詩人。1827年5月から12月まで牧師代理を務めた[28]。
- アナ・ペータース（ドイツ語版、英語版）（1843年 - 1926年）植物、生物、風景画家。1894年から1924年までの間に繰り返しケンゲン城に滞在し、創作を行った。
- ピエトロネラ・ペータース（ドイツ語版、英語版）（1848年 - 1924年）画家。1894年から1924年までの間に繰り返しケンゲン城に滞在し、創作を行った。

## 関連図書
- August Friedrich Pauly, ed (1845). “Köngen”. Beschreibung des Oberamts Eßlingen. Die Württembergischen Oberamtsbeschreibungen 1824–1886. Band 21. Stuttgart / Tübingen: Cotta’sche Verlagsbuchhandlung. pp. 199–206
- Otto Wurster (1931). “Köngen”. Eßlinger Heimatbuch für Stadt und Umgebung. Eßlingen. pp. 27–281
- Landesarchiv Baden-Württemberg in Verbindung mit dem Landkreis Esslingen, ed (2009). Der Landkreis Esslingen. 2. Ostfildern: Jan Thorbecke Verlag. p. 81. ISBN 978-3-7995-0842-1
- Burkhart Oertel. : Ortssippenbuch Köngen. Vollständige Wiedergabe der evangelischen Kirchenbücher 1588–1808. Württembergische Ortssippenbücher 39. Köngen: Geschichts- und Kulturverein Köngen 1998
- Kathrin Fastnacht (2007). Köngen. Ein Schloss und seine Herrschaften. Weißenhorn: Konrad-Verlag. ISBN 978-3-87437-530-6